# Komorów (gromada w powiecie pruszkowskim)
Komorów – dawna gromada, czyli najmniejsza jednostka podziału terytorialnego Polskiej Rzeczypospolitej Ludowej w latach 1954–1972.
Gromady, z gromadzkimi radami narodowymi (GRN) jako organami władzy najniższego stopnia na wsi, funkcjonowały od reformy reorganizującej administrację wiejską przeprowadzonej jesienią 1954 do momentu ich zniesienia z dniem 1 stycznia 1973, tym samym wypierając organizację gminną w latach 1954–1972.
Gromadę Komorów z siedzibą GRN w Komorowie utworzono – jako jedną z 8759 gromad na obszarze Polski – w powiecie pruszkowskim w woj. warszawskim, na mocy uchwały nr VI/10/15/54 WRN w Warszawie z dnia 5 października 1954. W skład jednostki weszły obszary dotychczasowych gromad Komorów i Komorów Wille ze zniesionej gminy Helenów w tymże powiecie. Dla gromady ustalono 22 członków gromadzkiej rady narodowej.
Gromada przetrwała do końca 1972 roku, czyli do kolejnej reformy gminnej.
Obecnie trwają próby przywrócenia autonomii administracyjnej Komorowa przez utworzenie miasta i gminy Komorów z miejscowości Komorów, Komorów-Wieś i Granica w gminie Michałowice